# Georg Stollenwerk
Georg Stollenwerk (19. december 1930 i Düren, Tyskland - 1. maj 2014) var en tysk fodboldspiller (forsvar/midtbane) og -træner.
Han startede sin karriere hos SG Düren i sin hjemby, men rejste allerede i 1953 til FC Köln. Her spillede han resten af sin karriere, frem til 1966. Han vandt med klubben det tyske mesterskab i både 1962 og 1964.
Stollenwerk opnåede også 23 kampe for Vesttysklands landshold, hvori han scorede to mål. Han blev udtaget til VM i 1958 i Sverige, og spillede samtlige tyskernes seks kampe i turneringen.
Efter sit karrierestop var Stollenwerk også træner hos både sin gamle klub FC Köln samt hos Alemannia Aachen.

## Titler
Bundesligaen
- 1962 og 1964 med FC Köln